# AMD Quad FX
AMD Quad FX (auch bekannt als 4x4 oder Quadfather) ist eine Dual-Prozessor-Plattform der Firma AMD als Reaktion auf Intels Core-2- und Xeon-Prozessoren mit vier Kernen. Da sich ein entsprechendes Produkt von AMD (AMD Phenom) noch in der Entwicklung befand, wurde diese neue Plattform geschaffen, um ebenfalls vier Prozessorkerne für den Massenmarkt anbieten zu können. Die Plattform wurde in Europa offiziell nicht angeboten, was offenbar auch nicht geplant war, mit dem Asus L1N64-SLI WS wird allerdings eines der wenigen Mainboards für diese Plattform auch von deutschen Händlern angeboten.

## Technik
Prinzipiell handelt es sich um eine Dual-Prozessor-Plattform auf Basis des AMD Opteron mit Sockel F. Allerdings werden keine Registered-Speichermodule benötigt. Als Prozessoren kommen besondere Versionen des AMD Athlon 64 FX zum Einsatz, die nun auch den Betrieb als Dual-Prozessor beherrschen.
Ein weiteres Merkmal der Quad-FX-Plattform sind die vier PEG-Slots, mit denen bis zu vier Grafikkarten gleichzeitig betrieben werden können. Als Chipsatz kommt der NVIDIA nForce 680a SLI zum Einsatz, den NVIDIA speziell für die Quad-FX-Plattform entwickelt hat. Somit kann man NVIDIAs SLI-Technik zur Kopplung mehrerer Grafikkarten einsetzen.
Da jeder der beiden Athlon-64-FX-Prozessoren einen eigenen Dual-Channel-Speichercontroller besitzt, welche über das NUMA-Konzept verbunden sind, sind für die volle Leistungsfähigkeit mindestens vier Speichermodule nötig.

## Kritikpunkte
Da der Prozess-Scheduler von Microsoft Windows XP Probleme mit dem NUMA-Konzept hat, kann Quad FX unter Windows XP keine beeindruckende Leistung erreichen. Beim Einsatz von Microsoft Windows Vista mit einem angepassten Scheduler kann Quad FX eher überzeugen.
Allerdings ist der hohe Stromverbrauch des Systems ein großer Kritikpunkt. Der Chipsatz und die beiden Prozessoren haben zusammen bereits über 300 Watt Leistungsaufnahme. Eine leise Kühlung ist deshalb nur schwer realisierbar. Weiterhin halten Kritiker AMD vor, mit Quad FX eine Notlösung geschaffen zu haben, da man anders nicht konkurrenzfähig wäre.

## Zukunft
AMD betonte, dass auf der Quad-FX-Plattform auch zukünftig AMD-Phenom-FX-Prozessoren mit vier Kernen einsetzbar sein werden, so dass man über insgesamt acht Prozessorkerne verfügen kann. Noch im Jahr 2007 stellte man jedoch die Weiterentwicklung für diese Plattform ein. Die Produktunterstützung für die bestehende Plattform soll aber noch aufrechterhalten bleiben.
In Zukunft setzt man die Ressourcen bei der Entwicklung lieber auf den Nachfolger der „Spider-Plattform“. Die „Spider-Plattform“ basiert vollständig auf AMD-Technik, also auch der Chipsatz stammt von AMD und es kommen Grafikkarten der ATI-Radeon-HD-3000-Serie im Crossfire-Betrieb zum Einsatz.